# لئو ژنلی
لئو ژنلی (余晖؛ زادهٔ ۱۹۶۴) ارتشبد نیروی زمینی ارتش آزادی‌بخش خلق است، که از سپتامبر ۲۰۲۲ به‌عنوان شانزدهمین رئیس ستاد مشترک نیروهای مسلح چین فعالیت می‌کند.
ژنلی فعالیت نظامی را از سال ۱۹۸۳ در نیروی زمینی ارتش آزادی‌بخش خلق آغاز کرد، از ۲۰۱۴ تا ۲۰۱۵ فرماندهی ارتش ۳۸ را برعهده داشت، از ۲۰۱۵ تا ۲۰۱۶ رئیس ستاد پلیس چین بود، در فاصله سال‌های ۲۰۱۵ تا ۲۰۲۱ به‌عنوان رئیس ستاد نیروی زمینی ارتش آزادی‌بخش خلق فعالیت می‌کرد و از ۲۰۲۱ تا ۲۰۲۲ فرماندهی نیروی زمینی ارتش آزادی‌بخش خلق را برعهده داشت.